# Ettore Marchiafava
Ettore Marchiafava (Roma, 3 gennaio 1847 – Roma, 23 ottobre 1935) è stato un medico e senatore italiano.
Fu medico di tre papi e della casa reale Savoia, e professore di anatomia patologica all'Università di Roma "La Sapienza".

## Biografia

### Formazione e primi studi
Marchiafava nacque a Roma da Francesco e Maria Anna Vercelli, originari di Patrica .
Concluso il primo ciclo di studi filosofici si iscrisse alla facoltà di medicina e chirurgia presso "La Sapienza" laureandosi a pieni voti nel 1871, ed ottenendo anche una menzione per aver discusso in latino la sua tesi. Dopo una breve esperienza come assistente medico presso l'ospedale di S. Spirito, nel 1872 entrò con la qualifica di settore nell'istituto universitario di anatomia patologica diretto da Corrado Tommasi Crudeli. In queste circostanze il giovane Marchiafava realizzò le sue prime osservazioni e una volta ottenuto il posto come responsabile delle esercitazioni pratiche di anatomia patologica (nell'anno accademico 1873-74), si avviò di fatto alla carriera accademica.
Nel 1875 si recò a Strasburgo per un viaggio di studio presso il locale istituto anatomopatologico in cui completò la propria preparazione con gli insegnamenti teorici e tecnici nel campo della scienza batteriologica e in quello dell'istologia patologica. Dopo essere tornato a Roma per conseguire l'attestato per la libera docenza, Marchiafava ripartì per la Germania nel 1881 alla volta di Berlino con l'intento di seguire gli studi di Robert Koch sulla tubercolosi.

### Carriera accademica e prime pubblicazioni
Nominato professore straordinario di istologia patologica nel 1881-82 e di anatomia patologica nel 1882-83, cominciò ad impartire le sue lezioni nella nuova sede in via delle Quattro Fontane a Roma pur continuando ad insegnare anatomia patologica dimostrativa presso il vecchio edificio del S. Spirito (cosa che farà fino al 1905). Nel frattempo, a seguito del suo ritorno da Strasburgo, egli cominciò le pubblicazioni dei lavori intrapresi in quegli anni; tra i più significativi si ricordano: la descrizione delle alterazioni prodotte dalla sifilide nelle arterie durante gli studi sull'arterite tubercolare e sull'arterite sifilitica del neonato e gli studi sulla glomerulonefrite in relazione alla scarlattina.
Dal 1885 Marchiafava diventò professore ordinario e l'anno successivo fu nominato professore per l'insegnamento dell'igiene sperimentale. Fondò un nuovo metodo di insegnamento appositamente per questa disciplina da lui definito come "osservazione anatomica": di ogni caso presentato egli accompagnava la descrizione dei reperti acquisiti con l'esposizione della storia clinica, così che sintomi e segni delle forme morbose studiate potessero essere messe in relazione con le anomalie fisiopatologiche conseguenti alle lesioni anatomiche. Nasceva così la scuola anatomopatologica romana.

### La collaborazione con Celli e gli studi sulla malaria

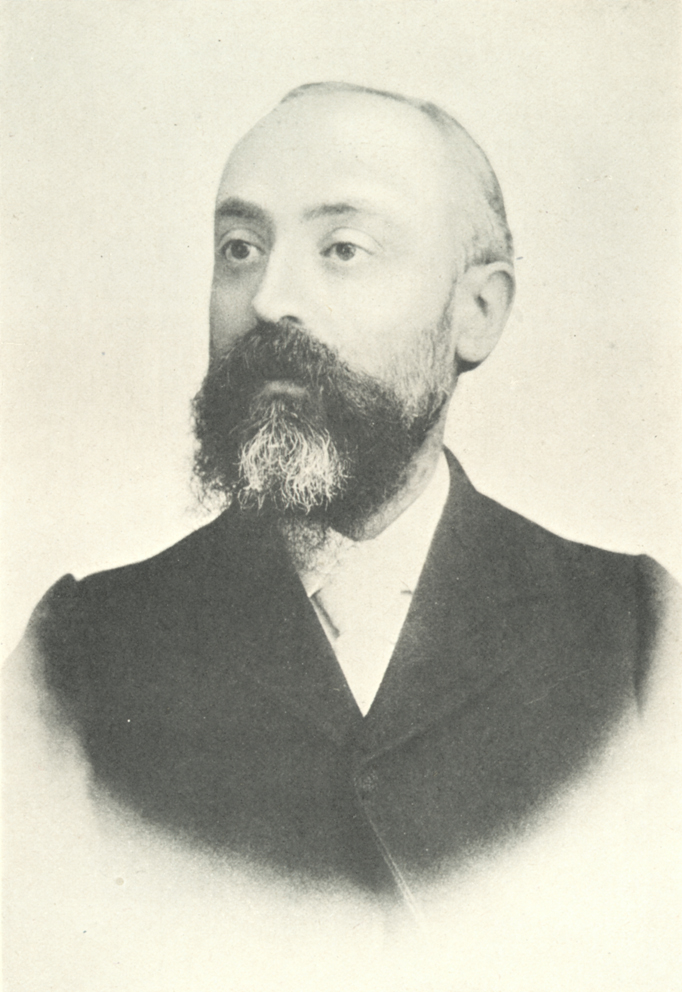
L'igienista Angelo Celli

Si occupò intensamente, per undici anni, dal 1880 al 1891, allo studio della malaria. Con Angelo Celli studiò il nuovo protozoo scoperto da Alphonse Laveran nel 1881, ritrovandolo nel sangue di molti pazienti affetti da febbre malarica, riconoscendone i vari stadi di sviluppo (dalle forme ameboidi apigmentate alla fase di scissione) e la sede endoglobulare. Battezzò il nuovo microorganismo "Plasmodium", agente eziologico della malaria. Nello stesso periodo Camillo Golgi ultimò gli studi sui differenti tipi di malaria, distinguendo tra terzana benigna e quartana, e identificandone i due rispettivi agenti eziologici. In seguito, Celli e Marchiafava confrontarono i loro reperti con le tesi di Golgi e identificarono una terza forma di infezione malarica che chiamarono terzana maligna o febbre estivo-autunnale. Questo ceppo, incidente soprattutto in Roma, presentava una natura più violenta con frequente esito in forma perniciosa comatosa ed una certa tendenza ad accumularsi nei vasi cerebrali. I due medici, dopo ulteriori conferme ed approfondimenti, pubblicarono le loro scoperte nella monografia "Über die Parasiten des rothen Blutkörperchens" nel 1891, Sulle febbri malariche estivo-autunnali (1892), e La infezione malarica (1902).
Nel 1884, con Angelo Celli, identificò Neisseria meningitidis (detta anche meningococco) come agente eziologico di meningite batterica. Inoltre, Marchiafava descrisse per primo il reperto istopatologico di arterite cerebrale sifilitica.
Nel 1897 osservò la demielinizzazione del corpo calloso nel cervello di un paziente alcolista, e nel 1903, con Amico Bignami, pubblicò una descrizione completa della demenza degli alcolisti, oggi nota come morbo di Marchiafava o di Marchiafava-Bignami. Fu il primo a evidenziare l'importanza della sclerosi delle arterie coronarie nella patogenesi dell'infarto del miocardio. Nel 1926, inoltre, descrisse una forma di ittero emolitico cronico acquisito chiamandola anemia emolitica con emosiderinuria perpetua.

### Impegni civili
Durante la prima guerra mondiale Marchiafava esercitò il ruolo di consulente presso l'esercito, con l'incarico di organizzare i servizi antimalarici nelle zone di guerra. Fu senatore del regno dal 1913 e assessore all'igiene del comune di Roma nel 1918-19. Nel 1925 organizzò il primo congresso internazionale sulla malaria. Fu vicepresidente della Croce Rossa Italiana e promotore di numerose iniziative per la salvaguardia dell'igiene e la cura dei malati di tubercolosi.
Nel 1922 lasciò l'insegnamento per limiti di età ma venne nominato professore emerito di anatomia patologica nell'anno successivo, rimanendo sempre legato alla vita scientifica dell'università.

### Ultimi tempi e morte
Nel 1931 descrisse in modo completo l'emoglobinuria parossistica notturna, detta anche sindrome di Strübing-Marchiafava-Micheli, un raro tipo di anemia emolitica. Si dedicò inoltre ai vecchi interessi umanistici pubblicando "Il vino e le poesie di Orazio" (1934) e "Orazio e Dante" (1935).
Ettore Marchiafava morì a Roma il 23 ottobre 1935.

## Onorificenze
A Ettore Marchiafava è dedicato un largo di Roma, nel quartiere Nomentano, proprio laddove l'odonimia di Roma conosce molte intitolazioni ad altri medici della storia (zona del Policlinico).